# Renegades (album)
Renegades – siódmy album studyjny brytyjskiego zespołu rockowego Feeder, wydany 5 lipca 2010 roku za pośrednictwem Big Teeth Music. Album został wyprodukowany przez Granta Nicholasa oraz Matta Sime'a w MV Studios w Północnej Walii. Singlem promującym album jest Renegades, który został wydany 23 sierpnia 2010 roku.

## Lista utworów
Wszystkie piosenki zostały napisane przez Granta Nicholasa.
1. "White Lines" - 2:54
2. "Call Out" - 3:27
3. "Renegades" - 3:37
4. "Sentimental" - 2:22
5. "This Town" - 2:57
6. "Down to the River" - 5:23
7. "Home" - 3:11
8. "Barking Dogs" - 2:05
9. "City in a Rut" - 2:51
10. "Left Foot Right" - 2:52
11. "Godhead" - 3:37
12. "The End" - 3:10
13. "Fallen" - 2:24

## Muzycy
- Grant Nicholas - gitara, wokal
- Taka Hirose - bas
- Karl Brazil - perkusja
- Tim Trotter - perkusja

## Notowania
| Notowanie (2010)      | Najwyższa pozycja |
| --------------------- | ----------------- |
| UK Albums Chart       | 16                |
| Japanese Albums Chart | 93                |